# Eugène de Rastignac
Eugène de Rastignac è un personaggio immaginario creato da Honoré de Balzac, le cui avventure cominciano nel romanzo La pelle di zigrino, e la cui evoluzione continuerà in un considerevole numero di romanzi de La Commedia umana.
È il protagonista del romanzo Papà Goriot (1835), considerato da molti critici il suo romanzo di formazione.

## Creazione e origini
Originario di Angoulême, nella regione centro-meridionale del Poitou-Charentes, si è trasferito a Parigi per studiare legge. È un giovane ambizioso, che guarda alla "buona società" con occhi sorpresi e invidiosi e sarà pronto a fare qualunque cosa per raggiungere i propri obiettivi. Vautrin ( la "mente criminale e oscura" della serie La Commedia umana) usa invece il proprio ingegno e fascino (soprattutto attraverso i rapporti con le donne, come la cugina Madame de Beauséant) per giungere ai suoi fini. Il suo eventuale successo sociale nel mondo immaginario della Commedia umana è spesso in contrasto con il tragico fallimento di un altro giovane della serie: Lucien de Rubempré (che accetta l'aiuto di Vautrin e si toglie la propria vita con le sue stesse mani).
Adolphe Thiers, allora giovane liberale (in seguito Presidente della Repubblica), sarebbe servito da modello d'ispirazione a Balzac, per la creazione del personaggio. Infatti, come Thiers, anche Eugène de Rastignac sposa la figlia della sua amante.

## Cronologia parziale di Rastignac neLa Commedia umana
Il seguente elenco è organizzato in base, in primo luogo, alla data di apparizione, al titolo del libro in cui appare Rastignac, seguito dalla data in cui il libro è stato scritto.
- 1819 - Papà Goriot (1835): Rastignac è un ambiziosissimo studente ventunenne di giurisprudenza a Parigi. Fa le sue prime incursioni nell'alta società (attingendo in pieno alle risorse della sua famiglia), viene tentato da Vautrin, ma ne rifiuta le macchinazioni, e si confronta con cinismo e falsità colle persone cui si trova via via ad interfacciarsi. Bramando inizialmente le grazie della contessa Anastasie de Restaud (figlia di padre Goriot), è poi persuaso a diventare l'amante di sua sorella Delphine (moglie del barone de Nucingen, un ricco alsaziano) dalla cugina, la Viscontessa de Beauseant, che ha una visione più ampia nella vita parigina e agisce pertanto come sua mentore nella scalata della piramide sociale. Goriot approva Rastignac come amante di Delphine e fa causa a Nucingen per darle il controllo della sua dote. Delphine quindi ingaggia una relazione con Rastignac. Alla morte di Goriot, Rastignac è tra i pochi che partecipano al suo funerale, e dalle alture del cimitero di Père-Lachaise abbassa lo sguardo sulla capitale francese e fa il suo famoso proclama "À nous deux, maintenant!" ("E adesso, a noi due").
- 1820 - Il Ballo di Sceaux (scritto nel 1829): è passato un anno ed il giovane "lupo", amante di Delphine de Nucingen, divenne banchiere al fianco del marito, il barone de Nucingen.
- 1821-1822 - Illusioni perdute (scritto dal 1836 al 1843): Rastignac, che è diventato un esperto nella lotta per l'influenza, si sta intrecciando nella società. Sa come eliminare chi lo infastidisce o mettersi sulla scia degli uomini che salgono.
- 1822 - Il gabinetto delle antichità (scritto nel 1833)[2]: Rastignac divenne un membro a pieno titolo del mondo dei "parigini", i leader della società che ammirava tanto quando arrivò a Parigi.
- 1823 - Studio di donna (pubblicato nel febbraio 1830, pubblicato in volume nel 1831, rivisto l'ultima volta nel 1842): Rastignac ha 25 anni, secondo Bianchon, narratore di questa notizia che mostra il suo amico tentato dal marchese di Listomère, in una storia d'amore che resterà senza risultato.
- 1828 - L'Interdizione (1836): Rastignac ha ora un reddito annuo di 20.000 franchi in modo inspiegabile. Questo è meno di quanto avrebbe potuto essere visto che era "completamente fatto ... in quell'attività di Nucingen". Non ha dimenticato i sacrifici della sua famiglia e ha organizzato matrimoni per le sue sorelle, presumibilmente fornendo adeguate doti. Rastignac sta pensando di lasciare Delphine per la marchesa d'Espard, che ha quel tipo di potere che lo aiuterà ad avanzare.
- 1829-1831 - La pelle di zigrino (scritto nel 1831): Rastignac si è evoluto molto; oggi è disincantato, cinico, giocoso, "vissuto", sull'orlo della dissolutezza e dell'autodistruzione.
- 1833 - I segreti della principessa Cadignan (1840): Rastignac è sottosegretario di Stato del Primo ministro de Marsay. La sua intelligenza è illustrata nel modo in cui vince su Daniel d'Arthez concedendo onori funebri per Michel Chrestien. La sua relazione con Delphine viene fornita a guisa d'esempio durante una discussione sugli allegati di vecchia data. Sembra che Rastignac abbia avuto una relazione con la duchessa di Maufrigneuse in una fase precedente.
- 1834 - Un affare tenebroso (1841): Rastignac appare come una delle persone a cui viene fatta una trattativa, 30 anni dopo gli eventi narrati. È ancora Sottosegretario di Stato nel ministero di Marsay, che ora è vicino alla morte.
- 1834-1835 - Une Fille d'Eve (1835): Rastignac spera di succedere alla morte di Marsay come primo ministro. Il partito di De Marsay non rimane al potere dopo la sua morte, e Rastignac è costretto a fare affidamento su Raoul Nathan, nonostante questi sia un avversario politico. Quando Nathan emerge come rivale elettorale del du Tillet, Rastignac cambia le parti e non avverte Nathan dei piani del du Tillet di mandarlo in bancarotta (via Gigonnet). Rastignac è facilmente persuaso a rivelare la trama quando il conte di Vandenesse promette di sostenere la richiesta di Rastignac. Il fratello minore di Rastignac (precedentemente non menzionato) è stato nominato vescovo a 27 anni, e una delle sue sorelle è sposata con Martial de la Roche-Hugon, un ministro del governo. Rastignac e Delphine sembrano avere piani per il suo matrimonio con sua figlia.
- 1833 e 1836 - La Maison Nucingen (1838): Durante una conversazione tra quattro giornalisti, il lettore apprende che nel 1833, Rastignac interruppe la sua relazione con Delphine de Nucingen, ma che stava ancora lavorando con suo marito, specialmente nelle trattative per accordi finanziari fraudolenti (Rastignac ha guadagnato 400.000 franchi e ha 40.000 franchi di introiti annuali). Nel 1836, sta per diventare un ministro governativo e un pari della Francia.
- 1839 - Le Député d'Arcis (1847, incompiuto): Rastignac è ministro per la seconda volta (dei lavori pubblici), oltreché al venir nominato Conte (classificato con la parìa della Francia), suo cognato Roche-Hugon è ora ambasciatore e consigliere di Stato (equivalente a senatore), ed è considerato indispensabile per il governo. "Dopo 20 anni di lavori forzati" Rastignac ha recentemente sposato la figlia di Delphine e del barone de Nucingen (l'unica loro figlia, e quindi l'erede della loro grande fortuna). Rastignac è ammirato per la sua capacità di convertire gli avversari politici. È anche l'uomo chiave che ha tutti i contatti necessari, per il suo partito: sebbene si aspettasse la sconfitta nelle prossime elezioni generali, aveva intenzione di proteggere il marcio distretto di Arcis per rafforzare il suo partito quando sarebbe stato all'opposizione. Il piano di Rastignac fallisce e, nonostante rimanga inaspettatamente al potere, ricorre a metodi subdoli pur di screditare il nuovo membro di Arcis, Charles de Sallenauve (nato Marie-Gaston).[3]

- 1845 - Les Comédiens sans le Savoir (1845): Rastignac adesso ha 48 anni; il caricaturista Bixiou dice di lui: "ha 300.000 franchi di introiti annuali, è un pari di Francia, il re lo ha fatto Conte, è il figlio-suocero di Nucingen, ed è uno dei due o tre uomini di Stato che vengono dalla Rivoluzione di luglio ... ma il potere lo carica a volte ... "

## Nella cultura di massa
Oggi, il termine "Rastignac" si riferisce a un arriviste (un uomo «riuscito»), un "giovane lupo dai denti lunghi", simbolo di chi è riuscito ad acquisire una ottima posizione nei ranghi della società, partendo da una posizione svantaggiata.